# Boris Alexejevič Kuftin
Boris Alexejevič Kuftin (rusky Борис Алексеевич Куфтин; 2. února 1892 Samara – 2. srpna 1953 Lielupe) byl ruský archeolog a etnograf.

## Život
Pocházel ze šlechtické rodiny, jeho otec byl důstojníkem námořnictva.
V letech 1909 až 1911 studoval na matematicko-fyzikální fakultě Moskevské univerzity, ale byl vyloučen za účast ve studentském revolučním hnutí. Emigroval a vrátil se až po romanovské amnestii v roce 1913. Poté pracoval na Moskevské zemědělské akademii. Od roku 1917 přednášel na Moskevské univerzitě na kurzech teoretické etnografie, muzejní metodiky a jiných. Na jaře roku 1919 mu Dmitrij Nikolajevič Anučin nabídl, po složení magisterské zkoušky, vést kurz etnologie. Po Anučinově smrti byl pověřen řízením celého etnologického cyklu na katedře. Účastnil se řady expedic (Krym, Severní Osetie, Bajkal).
27. září 1930 byl zatčen na základě obvinění z kontrarevolučních aktivit a na tři roky vyhoštěn na sever.
Od roku 1933 až do konce svého života pracoval ve Státním muzeu Gruzie. Byl prvním, kdo identifikoval a popsal dvě nejdůležitější kultury Kavkazu - trialetskou a Kura-Araxeskou.
Jeho manželkou byla ukrajinsko-sovětská pianistka, učitelka a folkloristka Valentina Konstantinovna Stešenko-Kuftinová (1904-1953).
Zemřel tragicky v Pobaltí a jeho popel je pochován v patheonu Mtacminda v Tbilisi.